# Takashi Akiyama
Takashi Akiyama (japanisch 秋山 貴嗣 Akiyama Takashi; * 7. Oktober 1992 in der Präfektur Kagawa) ist ein ehemaliger japanischer Fußballspieler.

## Karriere
Akiyama erlernte das Fußballspielen in der Jugendmannschaft von Vissel Kōbe und der Universitätsmannschaft der Kansai-Universität. Seinen ersten Vertrag unterschrieb er 2015 bei Gainare Tottori. Der Verein spielte in der dritthöchsten Liga des Landes, der J3 League. Für den Verein absolvierte er 97 Ligaspiele. 2018 wechselte er nach Fujieda zum Ligakonkurrenten Fujieda MYFC. Am Ende der Saison feierte 2022 er mit dem Verein die Vizemeisterschaft und den Aufstieg in die zweite Liga. Nach dem Aufstieg beendete er seine Karriere als Fußballspieler.

## Erfolge
Fujieda MYFC
- Japanischer Drittligavizemeister: 2022  ▲